# Sân bay khu vực Abha
Sân bay khu vực Abha (tiếng Ả Rập: مطار أبها, IATA: AHB, ICAO: OEAB) là một sân bay tại Abha, thủ phủ của tỉnh 'Asir ở Ả Rập Xê Út.
Sân bay này có tuyến bay kết nối một số sân bay nội địa trong vương quốc. Nó cũng cung cấp các chuyến bay quốc tế đến Aden và Sana'a ở Yemen, Cairo ở Ai Cập, nó cũng có các chuyến bay thẳng đến Dubai và Sharjah ở UAE.
Công tác xây dựng sân bay Abha đã được bắt đầu vào giữa năm 1975 bởi Laing Wimpey Alireza. Cho đến nay các chuyến bay trong nước đã được xử lý tại sân bay quân sự gần Khamis Mushait. Sân bay này được khai trương vào năm 1977. 